# نيسليس (باد كاليه)
نيسليس، باد كاليه (بالفرنسية: Nesles)‏ هي بلدية تقع في إقليم باد كاليه من منطقة نور با دو كاليه في شمال فرنسا. تبلغ مساحة هذه المدينة 5.04 (كم²)، وترتفع عن سطح البحر 38 م، يبلغ عدد سكانها 1060 نسمة حسب إحصاء المعهد الوطني للإحصاء والدراسات الاقتصادية سنة 2009 م. وترأس Guy Feutry البلدية خلال فترة (2008-2014).

## توأمة
لنيسليس (باد كاليه) اتفاقيات توأمة مع:
- مجدلا